# TO-5

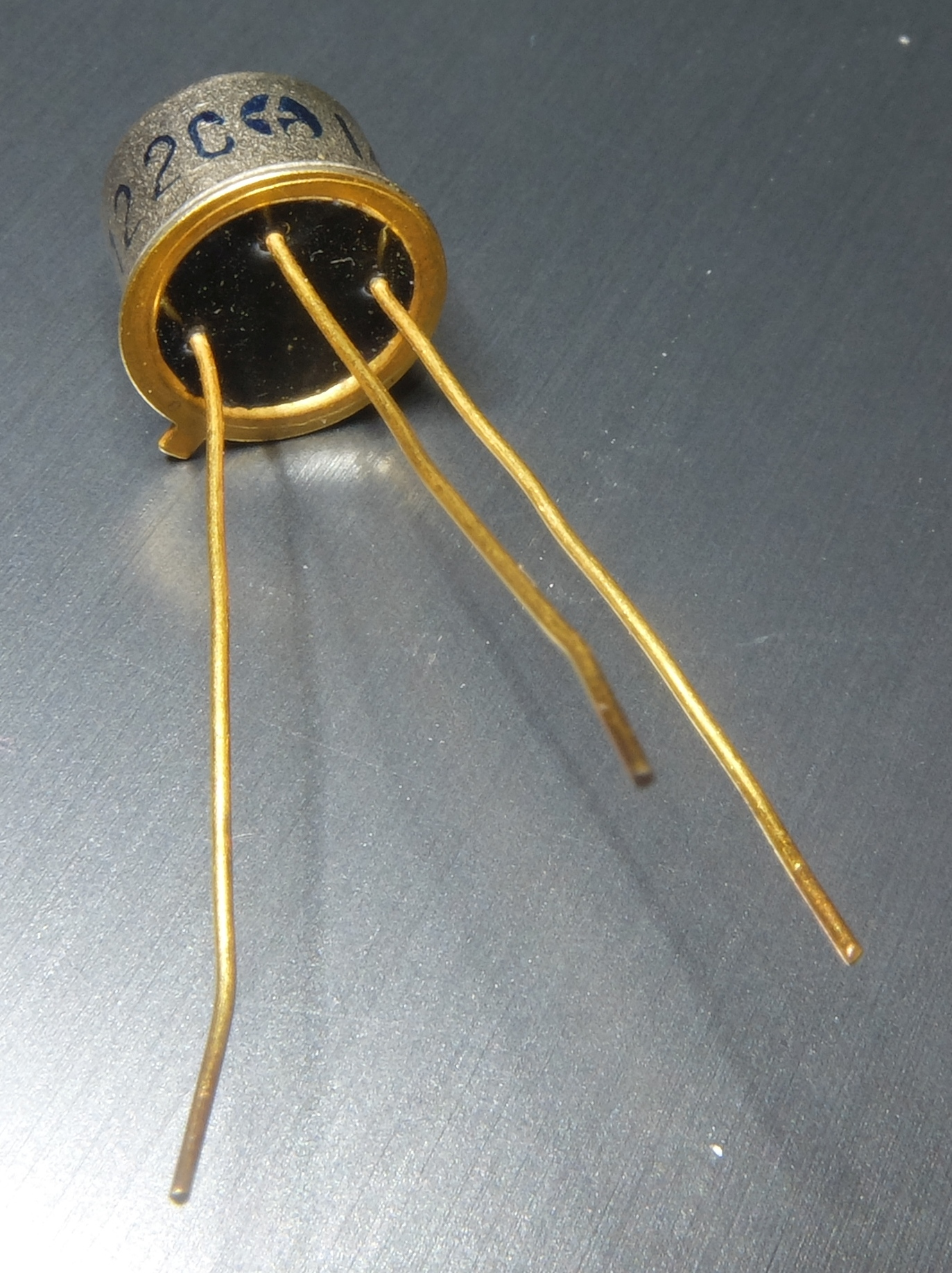
Tranzistor v pouzdře TO-5 s vývody o délce 25 mm.

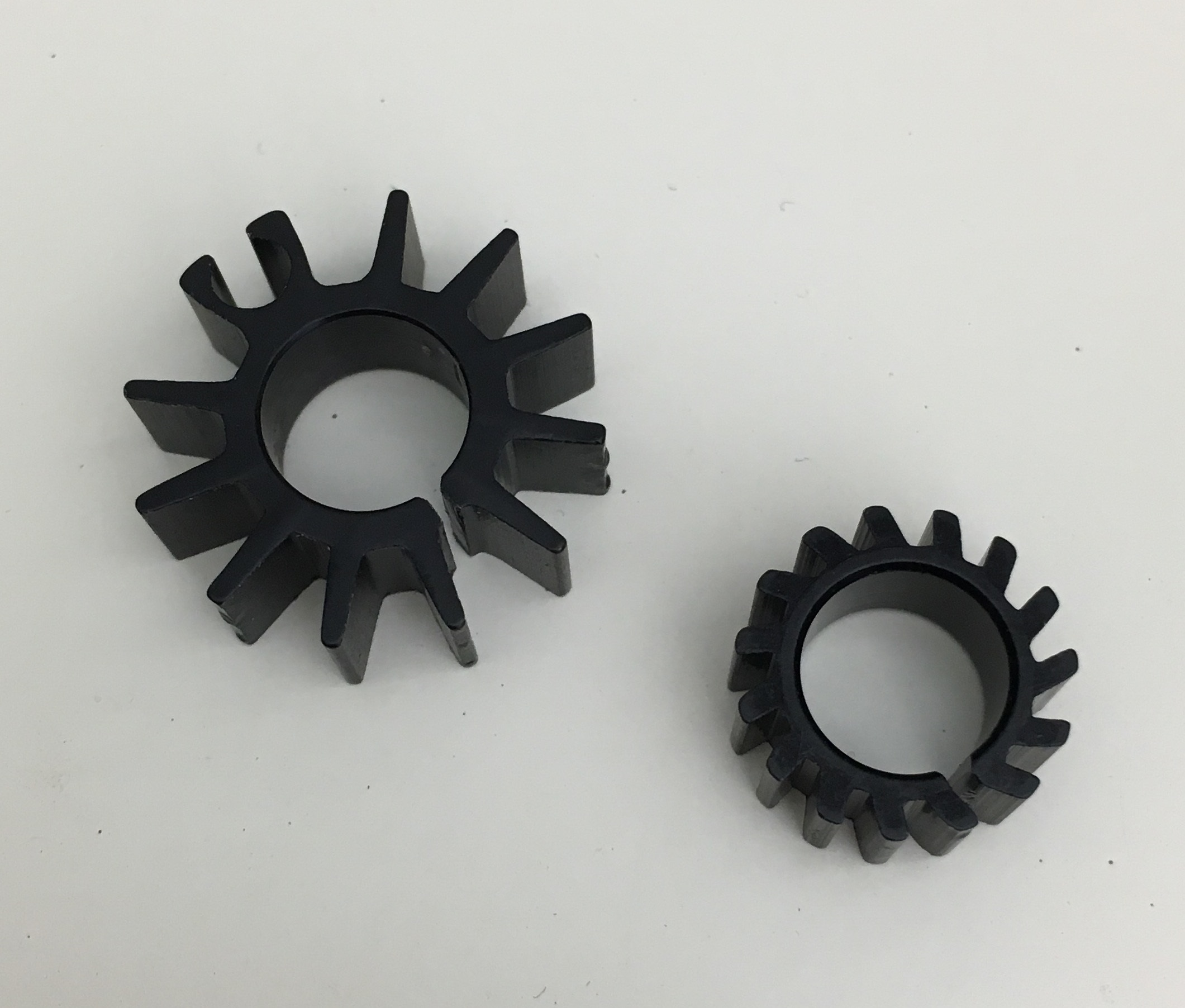
Chladiče ve tvaru ozubeného kola pro pouzdra TO-5.

TO-5 je v elektronice označení pro standardizované kovové pouzdro používané pro tranzistory a některé integrované obvody. TO znamená transistor outline a odkazuje se na řadu technických výkresů organizace JEDEC. V pouzdře TO-5 byly první komerční křemíkové tranzistory, 2N696 a 2N697 společnosti Fairchild Semiconductor.

## Konstrukce a orientace
Výstupek (klíč) na základně pouzdra je situován 45° od vývodu 1, kterým je obvykle emitor. Typické pouzdro TO-5 má průměr základny 8,9 mm (0,35 in), průměr pouzdra 8,1 mm (0,32 in), výšku pouzdra 6,3 mm (0,25 in). Vývody jsou od pouzdra izolovány samostatnými skleněno-kovovými průchodkami nebo společným zalitím z pryskyřice. Jeden z vývodů je někdy propojen s kovovým pouzdrem.

## Varianty
Několik variant původního pouzdra TO-5 má stejné rozměry, ale liší se počtem a délkou vývodů. TO-5 a TO-39 se často, ale ne zcela správně, v katalozích výrobců používá jako synonyma pro libovolné pouzdro se stejnými rozměry jako TO-5 bez ohledu na počet vývodů, nebo dokonce pro libovolné pouzdro s průměrem jako TO-5 bez ohledu na výšku pouzdra a počet vývodů. Jiné varianty (kromě TO-33 a TO-42) mají v porovnání s TO-5 minimální délku vývodů zmenšenou z 38,1 mm (1,50 in) na 12,7 mm (0,50 in), což pro osazování plošných spojů stačí a vede ke snížení ceny, zatímco delší vývody byly potřebné pro montáž mezi spojovací body. Vývody délky 25,4 mm (1,00 in) a 19,05 mm (0,750 in) jsou docela běžné, ale nebyly organizací JEDEC samostatně standardizované. Existují varianty s 2 až 12 vývody. Vývody jsou rozmístěny na kružnici o průměru 5,08 mm (0,200 in) (kromě TO-96, TO-97, TO-100 a TO-101). Před zavedením pouzder Dual in-line v roce 1965 byly integrované obvody většinou pouzdřeny do kovových pouzder, které byly variantami pouzdra TO-5 s více než 3 vývody.

### TO-39 / TO-9 / TO-16 / TO-42
Pouzdra TO-39, TO-9, a TO-16 mají 3 vývody a jak bylo uvedeno výše, od TO-5 se liší délkou vývodů. Pouzdra TO-9 a TO-16 mimoto nemají klíč. Pouzdro TO-42 je téměř identické s pouzdrem TO-5 (včetně délky vývodů) ale má čtyři výstupky na spodní části základny, které udržují základnu asi 0,5 mm nad deskou plošných spojů. Případně označení TO-16 a TO-42 nebyla skutečně používána.

### TO-12 / TO-33

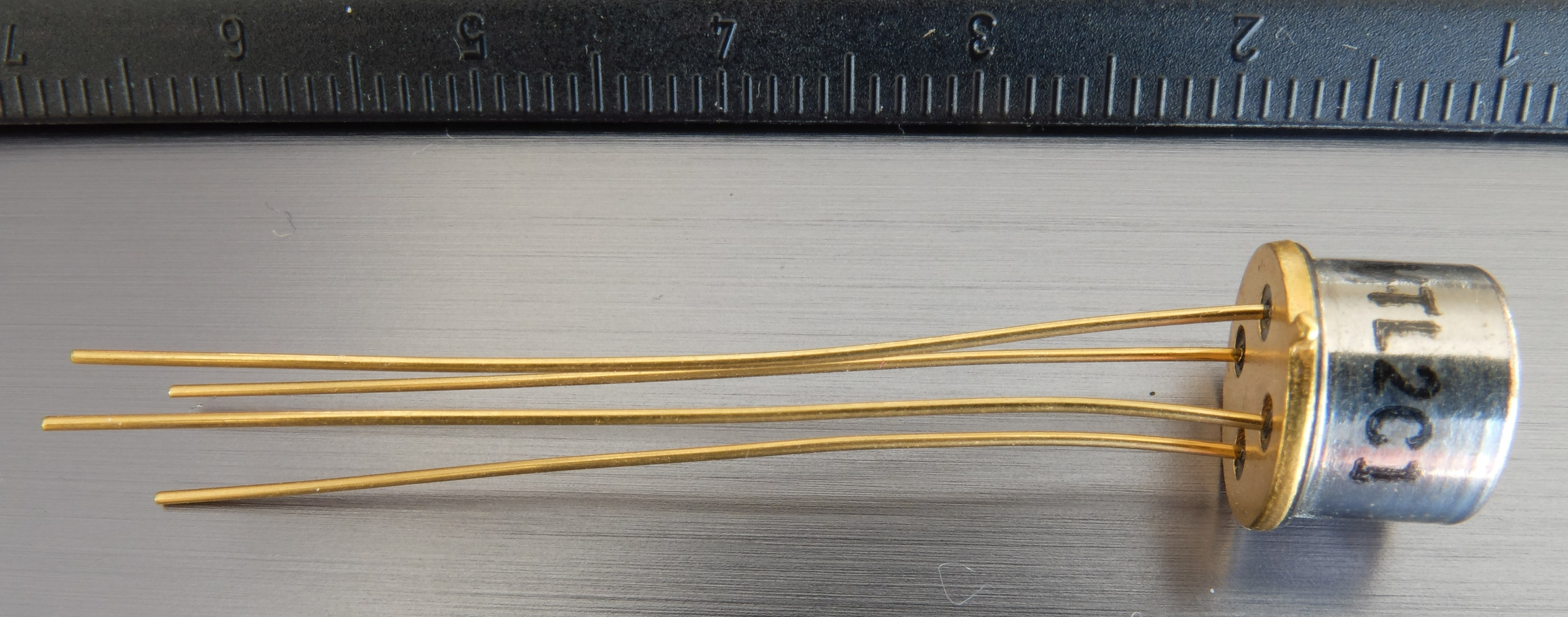
Odporový optočlen VTL2C1 v pouzdře TO-33

Pouzdra TO-12 a TO-33 mají 4 vývody. TO-33 má vývody délky 38,1 mm (1,50 in) jako TO-5, zatímco TO-12 má vývody délky 12,7 mm (0,50 in). U tranzistorů je čtvrtý vývod typicky spojen s kovovým pouzdrem jako prostředek elektromagnetického stínění pro vysokofrekvenční aplikace.

### TO-75
Pouzdro TO-75 má 6 vývodů (nejvýše jeden z nich může být vynechán). Minimální úhel mezi dvěma sousedními vývody je 60°.

### TO-76 / TO-77

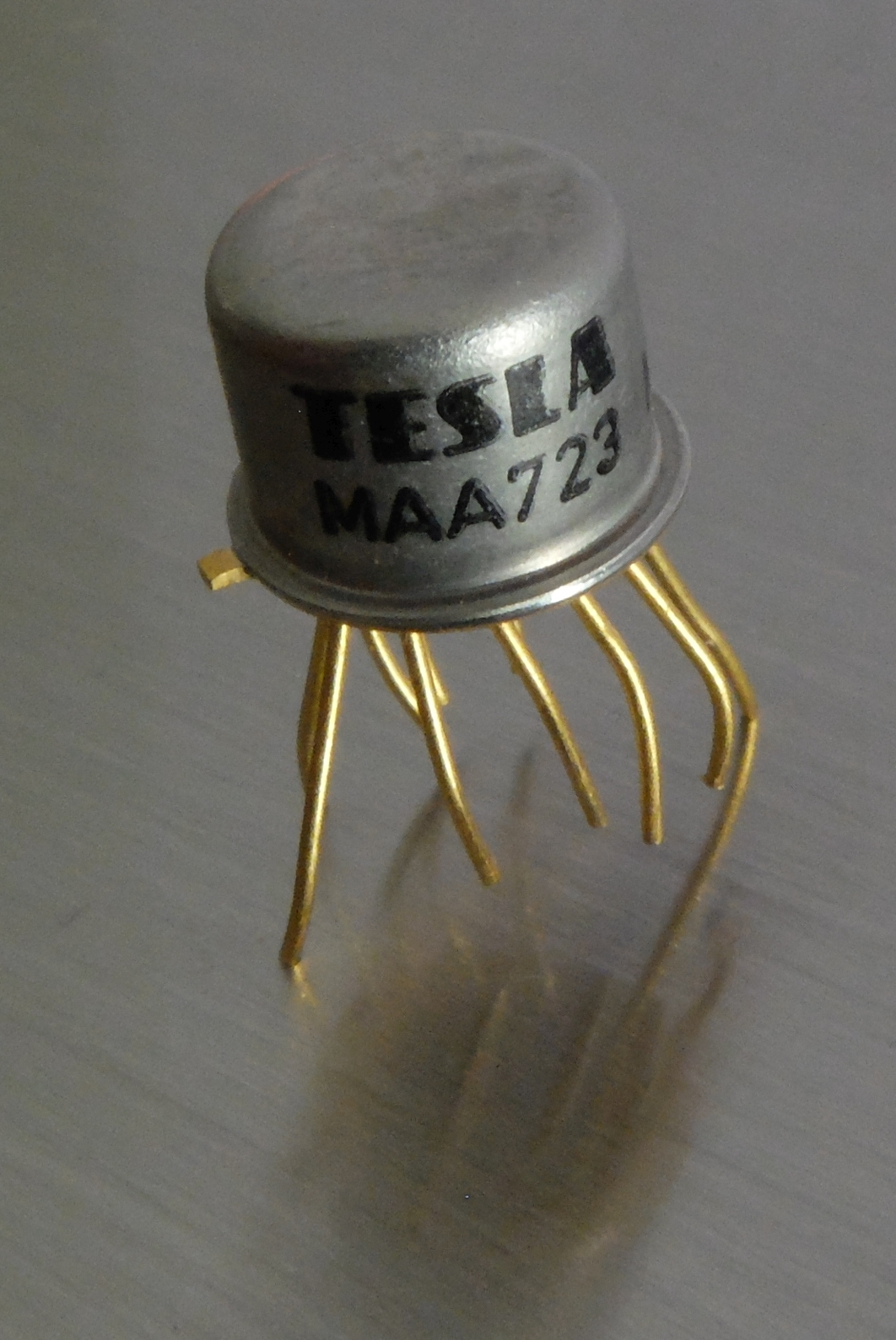
Integrovaný stabilizátor napětí (Tesla MAA723) v pouzdře TO-76.

TO-76 a TO-77 pouzdra mají 8 vývodů (až tři z nich mohou být vynechány). Minimální úhel mezi dvěma sousedními vývody je 45°. Pouzdro TO-77 se odlišuje od pouzdra TO-76 pouze tím, že spodní část pouzdra TO-77 může ležet přímo na desce plošných spojů zatímco pouzdro TO-76 vyžaduje vzdálenost do 1,02 mm (0,040 in) mezi deskou plošných spojů a pouzdrem.

### TO-78 / TO-79 / TO-80 / TO-99

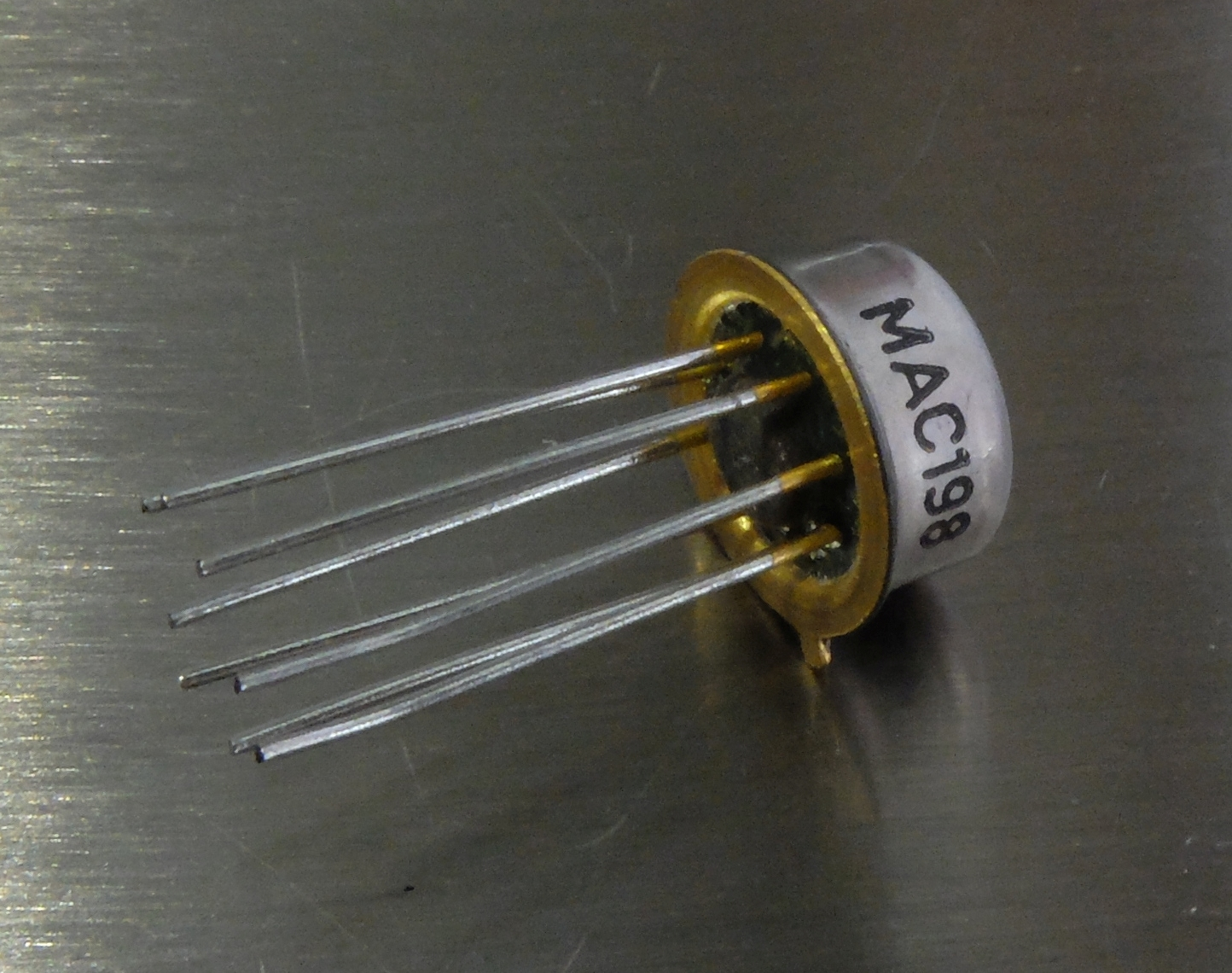
Integrovaný vzorkovací zesilovač (Tesla MAC198) v pouzdře se sníženou výškou TO-99.

TO-78, TO-79, TO-80, a TO-99 pouzdra mají 8 vývodů (až tři z nich mohou být vynechány). Minimální úhel mezi dvěma sousedními vývody je 45°. Tato pouzdra se liší od jiných variant výškou pouzdra. Místo 6,3 mm (0,25 in) mají výšku pouze 4,45 mm (0,175 in) pro TO-78 / TO-99, 3,81 mm (0,150 in) pro TO-79, a 2,41 mm (0,095 in) pro TO-80. Pouzdro TO-78 se odlišuje od pouzdra TO-99 pouze tím, že spodní část pouzdra TO-78 může ležet přímo na desce plošných spojů zatímco pouzdro TO-99 vyžaduje vzdálenost až 1,02 mm (0,040 in) mezi deskou plošných spojů a pouzdrem.

### TO-74
Pouzdro TO-74 má 10 vývodů (nejvýše jeden z nich může být vynechán). Minimální úhel mezi dvěma sousedními vývody je 36°.

### TO-96 / TO-97 / TO-100
TO-96, TO-97, a TO-100 pouzdra mají 10 vývodů (nejvýše jeden z nich může být vynechán). Minimální úhel mezi dvěma sousedními vývody je 36°. Tato pouzdra měla průměr kružnice vývodů zvětšený z 5,08 mm (0,200 in) na 5,84 mm (0,230 in). To umožnilo nepatrně zvětšit plochu čipu v pouzdře nezměněného průměru. TO-96 má standardní výšku pouzdra 6,3 mm (0,25 in), zatímco TO-100 a TO-97 mají výšky pouzdra snížené na 4,45 mm (0,175 in) (TO-78) a 3,81 mm (0,150 in) (TO-79).

### TO-73
Pouzdro TO-73 má 12 vývodů (nejvýše jeden z nich může být vynechán). Minimální úhel mezi dvěma sousedními vývody je 30°.

### TO-101
Pouzdro TO-101 má 12 vývodů (nejvýše jeden z nich může být vynechán). Minimální úhel mezi dvěma sousedními vývody je 30°. Pro tento pouzdro průměr kružnice vývodů zvětšený z 5,08 mm (0,200 in) na 5,84 mm (0,230 in). To umožňuje nepatrně zvětšit plochu čipu v pouzdře nezměněného průměru. TO-101 má zmenšenou výšku pouzdra 4,45 mm (0,175 in) (jako TO-78).

### TO-205

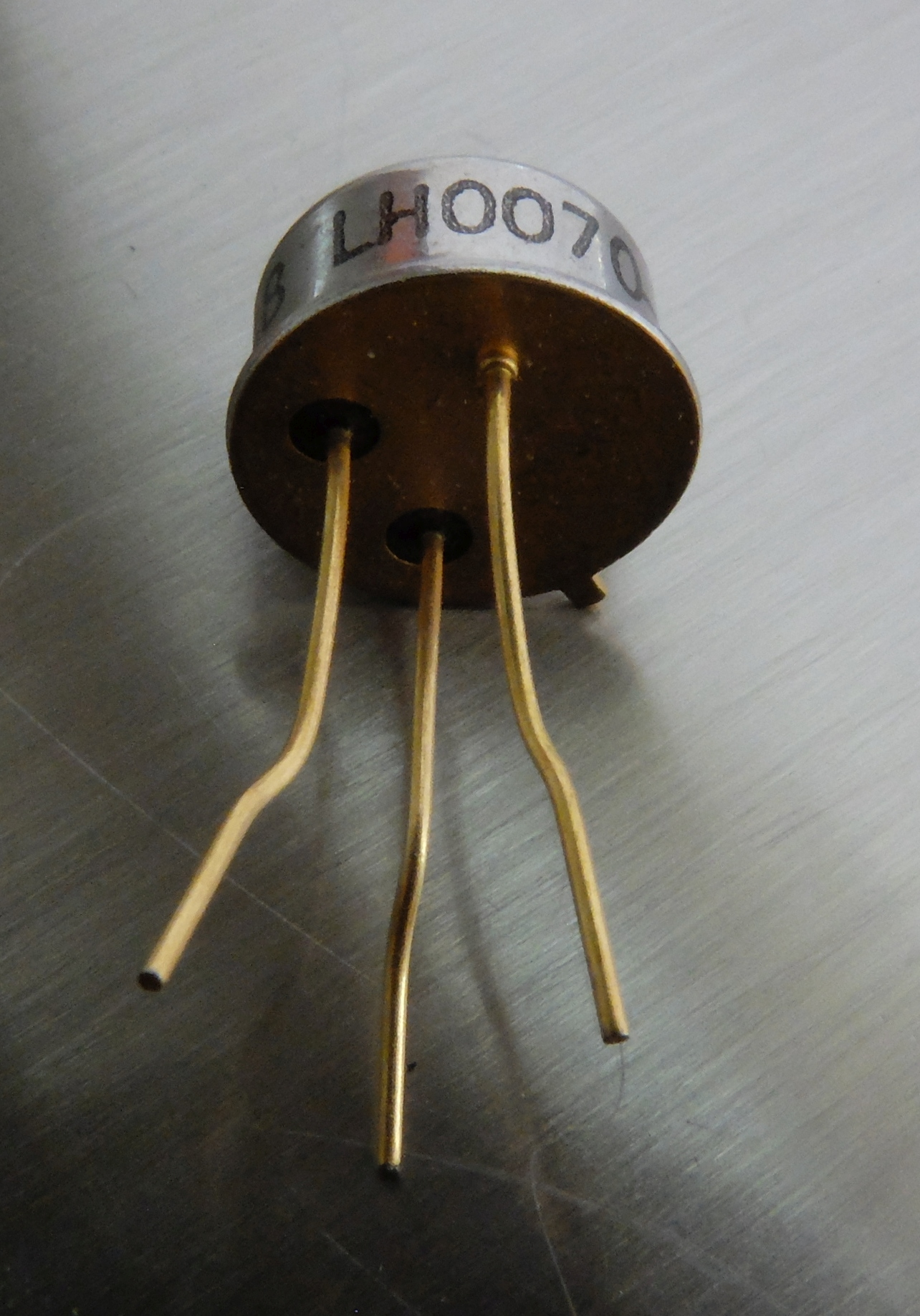
Integrovaný obvod reference napětí (National Semiconductor LH0070) v pouzdře TO-205-AF

TO-205 má nahradit předchozí definice pouzder s vývody uspořádanými do kružnice s průměrem 5,08 mm (0,200 in). Různá pouzdra jsou nyní definována jako varianty pouzdra TO-205: TO-5 je přejmenované na TO-205-AA, TO-12 na TO-205-AB, TO-33 na TO-205-AC, TO-39 na TO-205-AD. Nové pouzdro se 3 vývody a výškou pouzdra 4,32 mm (0,170 in) (podobné TO-78 / TO-99) je přidáno jako TO-205-AF.

## Národní Standardy
| Standardizační organizace       | Norma         | Označení pro | Označení pro | Označení pro | Označení pro | Označení pro |
| Standardizační organizace       | Norma         | TO-5         | TO-12        | TO-33        | TO-39        | TO-77        |
| ------------------------------- | ------------- | ------------ | ------------ | ------------ | ------------ | ------------ |
| JEDEC                           | JEP95         | TO-205-AA    | TO-205-AB    | TO-205-AC    | TO-205-AD    | —            |
| IEC                             | IEC 60191     | C4/B4A       | C4/B6C       | C4/B6A       | C4/B4C       | C4/B7C       |
| DIN                             | DIN 41873     | 5A3          | 5C4          |              | 5C3          | 5C8          |
| EIAJ / JEITA                    | ED-7500A      | TC5/TB-5A    | TC5/TB-14C   | TC5/TB-14A   | TC5/TB-5C    | TC5/TB-15C   |
| British Standards               | BS 3934       | TAK-3/SB3-3A | TAK-3/SB4-1B |              | TAK-3/SB3-3B | TAK-3/SB8-1B |
| Gosstandart                     | GOST 18472—88 | —            | KT-2-12      | —            | KT-2-7       | —            |
| Rosstandart                     | GOST R 57439  | —            | KT-2-12      | —            | KT-2-7       | —            |
| Kombinat Mikroelektronik Erfurt | TGL 11811     | —            | —            | —            | B3/15-3a     | —            |
| Kombinat Mikroelektronik Erfurt | TGL 26713/07  | —            | —            | —            | F1BC3        | —            |